# Den nikomakhæiske etik
 Der er for få eller ingen kildehenvisninger i denne artikel, hvilket er et problem. Du kan hjælpe ved at angive troværdige kilder til de påstande, som fremføres i artiklen.

Den nikomakhæiske etik (oldgræsk ἠθικὰ Νικομάχεια, ēthiká Nikomácheia) er det vigtigste af Aristoteles' tre overleverede etiske skrifter. Da det deler flere bøger med Den eudemiske etik, er det muligvis ikke redigeret af Aristoteles selv. Hvad titlen kommer af er uklart. Den henviser muligvis til Aristoteles' søn eller far, der begge hed Nicomachus.

## Titlen
Etik er et græsk term der stammer fra "ethos" (ἦθος), der betyder "skikke". Etikken er altså skikkenes videnskab. For Aristoteles betyder det mere "vaner". Begrebet om vaner er mere centralt i Aristoteles' etik end skikke, for han definerer dyd vha. vaner.
Nicomachus er sandsynligvis Aristoteles' far eller hans søn, som han fik med Herpyllis. Der er dog ingen evidens for navnet, der også simpelthen kan være en dedikation. Ifølge Olympiodoros den yngre dedicerede Aristoteles værket til sin søn, som en opfordring til visdom. Men værket er udarbejdet mellem 334 og 330, hvor Aristoteles' søn endnu ikke var født. En anden hypotese er, at værket er dediceret til Aristoteles' far, der døde, da Aristoteles var et lille barn. Det diskuteres også, om værket var beregnet til udgivelse, eller om det er forelæsningsnoter. En sidste mulighed er at Nichomachos (Aristoteles søn) redigerede værket 310-300 f. Kr. sammen med Theofrastos, der afløste Aristoteles som leder af Lykeion.

## Målet for Den nikomakhæiske etik
Værkets mål er at levere en ledetråd til at lære, hvordan man bliver et godt menneske, og hvordan man får et lykkeligt liv. Da handlingsbegrebet er centralt, nævnes det i første sætning.
Et etisk gode kan enten være et gode, der tillader en at opnå et andet gode (de "poietiske" handlinger), eller det kan tillade en at opnå et andet gode men samtidigt "tilstræbes for dets egen skyld" (de "praktiske" handlinger), eller det kan udgøre det højeste gode, som endemål for alle handlinger (absolut "praksis"). Derved bestemmes værket af spørgsmålet, hvad det højeste gode eller det højeste mål er, og hvordan det kan opnås.

## Lykke
Aristoteles' første svar på dette spørgsmål er, at det højeste gode er lykke (eudaimonia). Det er en sjælelig lykke. Aristoteles slutter sig hertil ud fra, at lykken er et mål i sig selv, ikke bare et middel som andre goder. Det er noget vi gerne vil have for dens egen skyld.

### Ergon-argumentet
For at bestemme lykkens egentlige indhold indfører Aristoteles ergon-argumentet. Herved er Aristoteles' udgangspunkt en essentialisme; efter det er ethvert væsen kendetegnet af egenskaber, der muliggør at afgrænse dette væsen fra alle andre. Endvidere behandler han et begreb om perfektion, der gør bestemmelsen af væsenet afhængig af, hvor godt det udtrykket sine væsensegenskaber.
Menneskets væsen finder man ved at betragte dets specifikke og unikke ydelse, der adskiller det fra andre levende væsener. Det er aktiviteten af sjælen efter dens rationelle argument, fornuften, eller i hvert fald aktiviteter, den deltager i. Derfor er det afgørende at mennesket indsætter sin fornuft både på en fuldkommen vis og i hele sit liv.
Disse tre argumenter- sjælens aktivitet i forhold til fornuften, aktivitet på fuldkommen vis og i et helt liv - betragtes almindeligvis som Aristoteles første definition af lykke.

### Ydre, legemlige og sjælelige goder
For at opnå lykken er det ikke tilstrækkeligt med sjælens fornuftsmæssige aktivitet, der kræves også ydre og legemlige goder. Ydre goder er f.eks. rigdom, venskab, god slægt, ære og en gunstig skæbne. Legemlige goder er f.eks. sundhed, fysisk styrke og skønhed. De sjælelige goder, dyderne, nås ved fornuftig aktivitet af sjælen.
De ydre goder deles i tilfældigheder, eutychia. Legemlige goder afhænger dels af tilfældet (f.eks. skønhed), dels af egne handlinger (f.eks. træning.) Derimod kan sjælelige goder kun opnås af virkelig gode mennesker. Alt dette resulterer i en lykke, som Aristoteles kun nævner kort i sit værk.

### Praktisk og teoretisk liv
Aristoteles' definerer lykken som en sjælelig aktivitet i følge den fuldkomne dyd (arete) i et helt menneskeliv. Bestemte dianoetiske (forstandsmæssige) dyder kan alle ikke opnå i deres fulde form. Derfor er der iflg. Aristoteles to grundlæggende måder, hvorpå det lykkelige liv er muligt: Den mest fuldkomne lykke består af bios theoretikos, det komtemplative liv. Det indebærer videnskabelig aktivitet, brug af fornuften nous).
Da enkelte mennesker ikke egner sig til det liv, fordi de iflg. Aristoteles ikke råder over fornuften i dens fuldendte form, og derfor slet ikke kan danne sig enkelte dyder, er der en anden livsmåde, bios praktikos, det praktiske liv, hvor fornuftens brug begrænses til kontingente kendsgerninger.

## Dyder
Dyderne er sjælelige goder. Aristoteles opdeler dem i dianoetiske dyder, der stammer fra undervisning, og etiske dyder, der stammer fra tilvænning og brug.

### Sjælens inddeling
Aristoteles inddeler sjælen i en specifikt menneskelig, fornuftig, del (λόγον ἔχον) og en fornuftsløs del (ἂλογον). Den fornuftsløse sjæledel (ἂλογον) består af en vegetativ del, der er sammensat af vækst (αὔξησις) og ernæring (θρεπτικόν), og som også behersker sjælens stræbeevne (ὂρεξις). Så langt er mennesket på niveau med planter og dyr, det besidder i kraft af de sjæledele kun hjerteslag og stofskifte, vækst og forplantning. Men mennesket er også et væsen, der besidder fornuft og sprog (ζῷον λόγον ἔχον), og dets stræben (ὂρεξις) er forbundet med sjælens fornuftige del. Derfor kan det ganske vist ikke kontrollere følelserne (vrede, frygt osv.), men kan "bearbejde" dem.
Den fornuftige del har som den fornuftløse, del i stræbeevnen, og er "stedet" for den menneskelige fornuft (λόγος). Den består af to dele: Den fornuft, der rækker i sig selv (ἐπιστημονικόν) og den anvendte fornuft, som overvejelse (λογιστικόν) og rådslagning (βουλευτικόν). Den selvberørende fornuft (ἐπιστημονικόν) handler om videnskab (ἐπιστήμη), filosofisk vished (σοφία) og den rene tænkning (νοῦς). Dens genstande er de uforanderlige ting, matematik, kosmos og metafysik.
Den anvendte fornuft er praktisk kunstfærdighed (τέχνη), teoretisk kunstfærdighed (ποίησις) og klogskab (φρόνησις). Dens genstand er det praktiske liv. Klogskaben (φρόνησις) spiller en stor rolle, idet den indvirker på stræbeevnen; i deres samspil opstår de etiske dyder, der gennem beslutning (προαίρεσις) og tilvænning (ἐθίζειν) kan blive til holdning (ἕξις). Klogskaben får de følelsesmæssige ekstremer ind i en dydens midte (μεσότης), så mennesket hverken er dumdristigt eller fejt, men modigt. Dyden består i at kontrollere sine lidenskaber og følelser.

## Eksterne referencer
Tekstudgaver
- Nikomachische Ethik Arkiveret 17. november 2017 hos  Wayback Machine. Græsk original.
- Nikomachische Ethik Arkiveret 6. maj 2022 hos  Wayback Machine. Tysk oversættelse af Adolf Lasson, Jena 1909.

- Engelsk oversættelse Arkiveret 23. januar 2017 hos  Wayback Machine af William D. Ross, 1915.
  - Engelsk oversættelse Arkiveret 23. oktober 2017 hos  Wayback Machine af William D. Ross samt græsk tekst.
- Engelsk oversættelse Arkiveret 7. november 2015 hos  Wayback Machine af Harris Rackham, Harvard University Press, Cambridge, MA 1934. (= Aristotle in 23 Volumes, Bd. 19) ved Perseus Project

Sekundærliteratur
- Aristoteles: Den nikomakhæiske etik Arkiveret 7. november 2017 hos  Wayback Machine fra Ribe Katedralskole
- Norman O. Dahl u. a.: Analysen Arkiveret 22. november 2017 hos  Wayback Machine der Argumentation in NE I-III, X (engl.)
- Opslagsordet Aristotle's Ethics fra Stanford Encyclopedia of Philosophy af Richard Kraut, 17. Juli 2007.

Forelæsninger af Claus Beisbart (tysk)
- Zur aristotelischen Glückskonzeption Arkiveret 5. marts 2016 hos  Wayback Machine (PDF; 71 kB)
- Die Mesotes-Lehre II Arkiveret 6. marts 2016 hos  Wayback Machine (PDF; 93 kB)
- Wollen, Vorsatz und Tugend Arkiveret 18. juli 2016 hos  Wayback Machine (PDF; 82 kB)
- Verstandestugenden: Weisheit und praktische Klugheit Arkiveret 6. marts 2016 hos  Wayback Machine (PDF; 79 kB)
- Freundschaft. Zwei Lebensformen Arkiveret 18. juli 2016 hos  Wayback Machine (PDF; 57 kB)